# Число Атвуда
Число Атвуда (A) — критерий подобия, используемый в задачах гидродинамики с двумя взаимодействующими жидкостями различной плотности. Оно выражается следующим образом:
{\displaystyle A={\frac {\rho _{1}-\rho _{2}}{\rho _{1}+\rho _{2}}},}
где
- {\displaystyle \rho _{1}} — плотность более тяжёлой жидкости;
- {\displaystyle \rho _{2}} — плотность более лёгкой жидкости.

Число Атвуда используется для оценки развития нестабильностей на границе раздела жидкостей, таких как неустойчивость Рихтмайера — Мешкова и неустойчивость Рэлея — Тейлора.
Это число названо в честь английского учёного Джорджа Атвуда.